# Ємельяново (Старицький район)
Ємельяново (рос. Емельяново) — село в Старицькому районі Тверської області Російської Федерації.
Населення становить 790 осіб. Входить до складу муніципального утворення Ємельяновське сільське поселення.

## Історія
Від 2005 року входить до складу муніципального утворення Ємельяновське сільське поселення. Раніше населений пункт належав до Ємельяновського сільського округу.

## Населення
| 1859 | 1886 | 1939 | 1989 | 2002 | 2010 |
| ---- | ---- | ---- | ---- | ---- | ---- |
| 619  | ↗645 | ↗745 | ↗929 | ↘825 | ↘790 |